# Endre Süli

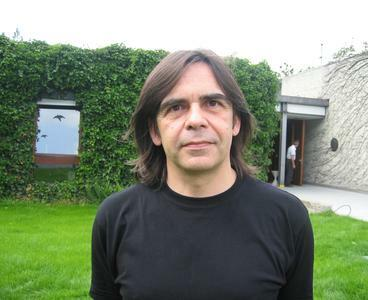
Endre Süli

Endre Süli (ur. 21 czerwca 1956) – serbsko-brytyjski matematyk, od 1999 profesor Uniwersytetu Oksfordzkiego. Zajmuje się m.in. analizą numeryczną i równaniami różniczkowymi cząstkowymi.

## Życiorys
Studiował matematykę w latach 1974-80 na Uniwersytecie w Belgradzie, gdzie w 1985 uzyskał też stopień doktora. Od 1985 zatrudniony na Uniwersytecie Oksfordzkim. 
Swoje prace publikował m.in. w „SIAM Journal on Numerical Analysis”, „IMA Journal of Numerical Analysis”, „Numerische Mathematik" i „Journal of Differential Equations”.
W 2006 roku wygłosił wykład sekcyjny na Międzynarodowym Kongresie Matematyków w Madrycie, a w 2019 na konferencji Dynamics, Equations and Applications (DEA 2019). Członek Academia Europaea i Royal Society, członek zagraniczny Serbskiej Akademii Nauk i Sztuk.
Wypromował ponad 30 doktorów.